# South Vinemont
South Vinemont, ou simplement Vinemont, est une ville du comté de Cullman  dans l'État d'Alabama, aux États-Unis,.
Elle est située au nord du comté et de la ville de Cullman, le siège du comté. La ville est incorporée en 1961.

## Histoire
La ville est initialement appelée Pinnacle. Les pionniers commencent à s'y installer en 1871 et Joseph Fromhold en est le premier d'entre-eux . Un bureau de la poste est ouvert en 1887. Les fermiers découvrent que la terre est favorable à la culture du raisin et les domaines viticoles commencent à s'y installer. En 1898, des hommes d'affaires de Chicago y créent l'Alabama Vineyard and Winery Company, ce qui attire de nombreux travailleurs, en provenance de Chicago. Plus tard, cette même année, le nom de la ville est changé en Vinemont.
C'est à l'occasion de l'incorporation de la ville, le nom de Vinemont étant déjà pris, qu'elle est rebaptisée South Vinemont.

## Démographie
| 1970 | 1980 | 1990 | 2000 | 2010 | - |
| ---- | ---- | ---- | ---- | ---- | - |
| 480  | 615  | 543  | 425  | 749  | - |

## Source de la traduction
- (en) Cet article est partiellement ou en totalité issu de l’article de Wikipédia en anglais intitulé « South Vinemont, Alabama » (voir la liste des auteurs).